# A Christmas Story 2
A Christmas Story 2 ist eine amerikanisch-kanadische Filmkomödie aus dem Jahr 2012. Wie im ersten Teil auch, spielt der Film in der Vorweihnachtszeit und der Protagonist Ralphie hat wieder einen besonderen Wunsch.

## Handlung
Nachdem sich Ralphies Wunsch von einem Luftgewehr schon vor Jahren erfüllt hat, möchte er dieses Weihnachten ein eigenes Auto. Eines Nachts, der erste Schnee ist gerade gefallen, träumt Ralphie, dass er zum Weihnachtsfest einen sportlichen Oldtimer von 1939 geschenkt bekommt und damit stilvoll durch die Stadt fährt. Die Realität sieht aber anders aus. Die gesamte Familie, besonders Ralphies Mutter, ist im Weihnachtsstress, und alles läuft drunter und drüber.

## Hintergrund
Bei Ralphies Traumauto handelt es sich um ein Hupmobile Skyline Convertible aus dem Jahr 1938 – und nicht, wie im Film behauptet wird – von 1939.

## Kritik
Rotten Tomatoes ermittelte für den Film eine Zustimmung von 37 Prozent des Publikums.

## Fortsetzung
A Christmas Story 2 ist der siebente Teil der Familie-Parker-Reihe.
Mit A Christmas Story Christmas: Leise rieselt der Stress startet am 8. Dezember 2022 ein weiterer Teil der Reihe in den deutschen Kinos, welcher 30 Jahre nach A Christmas Story 2 spielt.